# Barbara Erdin-Ganz
Barbara "Baba" Erdin-Ganz, née le 28 juillet 1964 à Schlatt (Zurich), est une coureuse cycliste suisse. Évoluant sur piste et sur route, elle est spécialiste des épreuves d'endurance. Au cours de sa carrière, elle remporte entre 1986 et 1992 sept médailles aux championnats du monde de cyclisme sur piste  : quatre en poursuite et trois en course aux points, sans jamais gagner de titre mondial.

## Biographie
Entre le milieu des années 1980, jusqu'au milieu des années 1990, Barbara Erdin-Ganz est la cycliste suisse la plus titrée à l'échelle internationale.
En 1984, elle devient vice-championne de Suisse de la course en ligne. L'année suivante, elle termine troisième. En 1986, elle est de nouveau vice-championne nationale et termine  troisième de la poursuite individuelle des championnats du monde sur piste à Colorado Springs. Au cours des mondiaux sur piste 1988 à Gand, elle remporte deux médailles d'argent en poursuite individuelle et en course aux points. La même année, elle est sélectionnée pour disputer la course sur route des Jeux olympiques de Séoul. Elle se classe 40e de l'épreuve, au sein du peloton principal. Entre 1989 et 1992, elle ajoute deux nouvelles médailles d'argent et deux autres de bronze à son palmarès des mondiaux sur piste. Sur route, elle connait ses meilleures années en 1987, 1988 et 1992 où elle remporte de nombreuses courses, dont le Grand Prix de Chiasso et le Tour de Berne.
En 1993, elle devient la première championne de Suisse du contre-la-montre de l'histoire.
En outre, Barbara Erdin-Ganz est championne de Suisse de l'omnium sur piste huit fois consécutivement entre 1986 à 1993.
Elle met un terme à sa carrière de cycliste en 1994. Elle suit une formation pour devenir masseuse médicale. Depuis, elle travaille dans sa propre entreprise. Elle est une des premières sportives suisses à avoir reconnu publiquement son homosexualité. Depuis la fin de sa carrière sportive, elle est engagée dans la cause pour les droits des gays et lesbiennes.

## Palmarès sur piste

### Championnats du monde
- Colorado Springs 1986
  -  Médaillée de bronze de la poursuite
- Gand 1988
  -  Médaillée d'argent de la poursuite
  -  Médaillée d'argent de la course aux points
- Lyon 1989
  -  Médaillée d'argent de la course aux points
  -  Médaillée de bronze de la poursuite
- Maebashi 1990
  -  Médaillée de bronze de la poursuite
- Valence 1992
  -  Médaillée d'argent de la course aux points

### Championnats de Suisse
- Championne de Suisse de l'omnium : 1986 à 1993

## Palmarès sur route
- 1984
  - 2e du championnat de Suisse sur route
- 1985
  - GP Brissago
  - 3e du championnat de Suisse sur route
- 1986
  - 2e du championnat de Suisse sur route
- 1987
  - GP Osterhas
  - Grand Prix Cham-Hagendorn
  - Habsburg Rundfahrt
  - 2e du Championnat de Zurich
  - 2e du Tour de Berne
  - 3e du GP Winterthur
- 1988
  - Tour de Berne
  - Grand Prix de Chiasso
  - Grand Prix Cham-Hagendorn
  - Tour du Haut-Lac
  - Habsburg Rundfahrt
  - Schöntal Rundfarht
  - Rund um den Born
  - 2e du Tour du lac Majeur
  - 3e du championnat de Suisse sur route
- 1989
  - Tour de Berne
  - GP Brissago
- 1990
  - 3e étape du GP du Canton de Zürich
- 1991
  - 2e du championnat de Suisse sur route
- 1992
  - GP du Canton de Zürich :
    - Classement général
    - 1re et 4e étapes

  - GP Chiasso
  - GP Winterthur
  - Settimana di Bergamo
  - 2e du championnat de Suisse sur route
  - 2e du Chrono des Herbiers
- 1993
  -  Championne de Suisse du contre-la-montre
  - 2e du Tour de Berlin
- 1994
  - Wasseraemter Rundfahrt